# 10 декабря
10 декабря — 344-й день года (345-й в високосные годы) по григорианскому календарю.
До конца года остаётся 21 день.
До 15 октября 1582 года — 10 декабря по юлианскому календарю, с 15 октября 1582 года — 10 декабря по григорианскому календарю.
В XX и XXI веках соответствует 27 ноября по юлианскому календарю.

## Праздники и памятные дни
См. также: Категория:Праздники 10 декабря

### Международные
- День прав человека.
- Международный день прав животных.
- Всемирный день футбола[2][неавторитетный источник].
- Церемония вручения Нобелевской премии.

### Национальные
- Россия
  -  Марий Эл — День марийской письменности.
- Россия — День создания службы связи МВД.
- Таиланд — День Конституции[3].
- Турция — начало Фестиваля Мевланы в Конье (с 10 по 17 декабря).

### Региональные
- Таймыр — День Таймыра.
- Эвенкия — День Эвенкии.

### Религиозные
Православие
- Празднование иконы Божией Матери, именуемой «Знамение»;
- память знамения Пресвятой Богородицы, бывшее в Новгороде Великом в 1170 году;
- память великомученика Иакова Персянина (421);
- память преподобного Палладия Александрийского (VI—VII в.);
- память святителя Иакова Ростовского, епископа (1392);
- обретение мощей благоверного князя Всеволода, во Святом Крещении Гавриила, Новгородского, Псковского чудотворца (1192);
- память блаженного Андрея Симбирского (Огородникова) (1841);
- Собор новомучеников и исповедников Радонежских;
- память 17 преподобномучеников монахов в Индии (IV в.);
- память преподобного Романа Антиохийского (Сирийского) (V в.);
- память священномучеников Николая (Добронравова), архиепископа Владимирского, Василия Соколова, Бориса Ивановского, Феодора Дорофеева, Николая Андреева, Алексия Сперанского, Иоанна Глазкова, Сергия Аманова, Иоанна Хрусталёва, Сергия Бредникова, Николая Покровского, Димитрия Беляева, Владимира Смирнова, Иоанна Смирнова, пресвитеров, преподобномучеников Иоасафа (Боева), Кронида (Любимова), архимандритов, Николая (Салтыкова), игумена, Ксенофонта (Бондаренко), иеромонаха, Алексия (Гаврина), монаха, Аполлоса (Федосеева), иеромонаха, Серафима (Крестьянинова), игумена, Никона (Беляева), архимандрита и мученика Иоанна Емельянова (1937);
- празднование Курской-Коренной иконы Божьей Матери («Знамение») (1295);
- празднование Абалакской иконы Божией Матери («Знамение») (1637);
- празднование Царскосельской иконы Божией Матери («Знамение»);
- празднование Серафимо-Понетаевской иконы Божией Матери («Знамение») (1879);
- празднование Верхнетагильской иконы Божией Матери («Знамение») (1753);
- празднование Корчемной иконы Божией Матери («Знамение») (XVIII в.).

### Именины
- Православные: Всеволод, Роман, Яков, Николай, Палладий, Гавриил, Андрей, Василий, Борис, Фёдор, Алексей, Сергей, Иван, Дмитрий, Владимир, Иоасаф, Кронид, Ксенофонт, Аполлос, Серафим, Никон[6].

## События
См. также: Категория:События 10 декабря

### До XIX века
- 59 до н. э. — Клодий Публий Пульхр, отказавшись от патрицианского достоинства избирается народным трибуном.
- 7.16.3.2.13, 6 Бен 16 Шуль (10 декабря 36 год до н. э.) — первая дошедшая до нас стела с датой календаря майя (раскопки в Чьяпа-де-Корсо, Чьяпас, Мексика).
- 1520 — Мартин Лютер публично сжёг папскую буллу Exsurge Domine об отлучении его от церкви.
- 1710 — франко-испанская армия под командованием герцога Вандома, при которой присутствовал сам король Испании Филипп V, разбивает австро-англо-португало-голландскую армию графа Штаремберга в битве при Вильявисьосе.
- 1768 — в Лондоне учреждена Королевская Академия художеств.
- 1798 — принятие Павлом I звания Великого магистра Мальтийского ордена.

### XIX век
- 1817 — Миссиссиппи стал 20-м штатом США.
- 1828 — Указом Николая I в Санкт-Петербурге основан Технологический институт.
- 1848 — Луи Наполеон Бонапарт избран первым президентом Французской Республики.
- 1857 — Почтовый департамент Российской империи издал циркуляр «О введении почтовых марок для всеобщего пользования».
- 1877 — Падение Плевны. После 5-месячной осады русские войска берут город, а турецкий гарнизон, численностью более 40 000 человек, капитулировал.
- 1889 — Джордж Паркер запатентовал свою первую письменную ручку[7].
- 1896 — премьера пьесы «Король Убю» в Париже.

### XX век
- 1901 — вручены первые Нобелевские премии.
- 1906 — президент США Теодор Рузвельт удостоен Нобелевской премии мира.
- 1909 — Сельма Лагерлёф стала первой женщиной, удостоенной Нобелевской премии по литературе. Обоснование — «как дань высокому идеализму, яркому воображению и духовному проникновению, которые отличают все её произведения».
- 1930 — в СССР образованы Ямало-Ненецкий, Ханты-Мансийский, Таймырский (Долгано-Ненецкий) и Эвенкийский автономные округа.
- 1933 — в БССР основана Правительственная библиотека.
- 1941 — Вторая мировая война: в Южно-Китайском море японской береговой авиацией потоплены британский линкор «Принц Уэльский» и линейный крейсер «Рипалс».
- 1948 — Генеральная Ассамблея ООН приняла Всеобщую декларацию прав человека.
- 1953 — Уинстон Черчилль удостоен Нобелевской премии по литературе «за его высокое искусство исторического и биографического описания, а также за блестящее ораторство в защиту возвышенных человеческих ценностей».
- 1979 — катастрофа Ан-26 под Комсомольском-на-Амуре. Погибли все 9 человек на борту.
- 1983 — Рауль Альфонсин стал президентом Аргентины.
- 1991 — референдум о независимости Нагорно-Карабахской Республики.
- 1993 — Выходит Doom для MS-DOS.
- 1997 — Акмола была официально объявлена столицей Республики Казахстан.
- 1999 — Хелен Кларк заняла пост премьер-министра Новой Зеландии.

### XXI век
- 2005 — катастрофа DC-9 в Порт-Харкорте в Нигерии, 108 погибших.
- 2016 — взрывы в Стамбуле.
- 2019 — массовое убийство в Остраве (Чехия).
- 2021 — начало серии мощных торнадо в США, 89 погибших.

## Родились
См. также: Категория:Родившиеся 10 декабря

### До XIX века
- 1745 — Томас Холкрофт (ум. 1809), английский писатель.
- 1798 — Александр Брюллов (ум. 1877), русский художник и архитектор.

### XIX век
- 1815 — Ада Лавлейс (ум. 1852), английский математик, первая женщина-программист, дочь Байрона.
- 1819 — Эдуард Алфред Каупер (ум. 1893), английский инженер и изобретатель.
- 1821 — Николай Некрасов (ум. 1878), поэт, прозаик и публицист, классик русской литературы.
- 1822
  - Николай Данилевский (ум. 1885), русский социолог, культуролог, публицист, естествоиспытатель, идеолог панславизма.
  - Сезар Франк (ум. 1890), бельгийский композитор и органист.
- 1830 — Эмили Дикинсон (ум. 1886), американская поэтесса.
- 1841 — Джозеф Генри Блэкберн (ум. 1924), английский гроссмейстер, один из сильнейших шахматистов конца XIX века.
- 1851 — Мелвил Дьюи (ум. 1931), американский библиотекарь и библиограф.
- 1870 — Адольф Лоз (ум. 1933), австрийский и чехословацкий архитектор, теоретик архитектуры.
- 1883 — Андрей Вышинский (ум. 1954), советский государственный деятель, юрист, дипломат, Прокурор СССР (1935—1939), министр иностранных дел СССР (1949—1953).
- 1884 — Зинаида Серебрякова (ум. 1967), русская художница, участница объединения «Мир искусства».
- 1890 — Ахмет Заки Валиди (ум. 1970), основатель Башкурдистана, идеолог башкирского национализма.
- 1891 — Нелли Закс (ум. 1970), немецкая поэтесса, лауреат Нобелевской премии по литературе (1966).
- 1898 — Юрий Либединский (ум. 1959), русский советский писатель, журналист, военный корреспондент.

### XX век
- 1901 — Карандаш (наст. имя Михаил Румянцев; ум. 1983), клоун, народный артист СССР, Герой Социалистического Труда.
- 1906 — Аймо Ансельм Аалтонен (ум. 1987), финский политик, член Политбюро ЦК Коммунистической партии Финляндии.
- 1908 — Оливье Мессиан (ум. 1992), французский композитор, органист и педагог.
- 1918 — Анатолий Тарасов (ум. 1995), советский хоккеист и футболист, хоккейный тренер.
- 1920 — Реджинальд Роуз (ум. 2002), американский писатель-прозаик, драматург и сценарист.
- 1922 — Эдит Баллантайн (ум. 2025), гражданка Чехии и Канады, крупнейшая пацифистка.
- 1928 — Милан Руфус (ум. 2009), словацкий поэт, эссеист, переводчик, детский писатель и академик.
- 1934 — Виктор Попов (ум. 2008), основатель Большого детского хора ВГТРК, народный артист СССР.
- 1937 — Сергей Аверинцев (ум. 2004), советский и российский филолог, культуролог, философ, литературовед.
- 1938 — Юрий Темирканов (ум. 2023), дирижёр, педагог, народный артист СССР.
- 1940 — Анна Дмитриева (ум. 2024), советский и российский спортивный журналист, комментатор, бывшая теннисистка.
- 1944 — Андрис Берзиньш, латвийский политик, президент Латвии (2011—2015).
- 1952 — Николай Иванов, российский адвокат, бывший следователь по особо важным делам при Генпрокуроре СССР.
- 1957
  - Майкл Кларк Дункан (ум. 2012), американский актёр.
  - Семён Стругачёв, советский и российский актёр театра и кино, народный артист РФ.
- 1960
  - сэр Кеннет Брана, британский актёр и режиссёр театра и кино, лауреат премии «Эмми», трёх премий BAFTA.
  - Лан Пин, китайская волейболистка и волейбольный тренер, олимпийская чемпионка (1984), чемпионка мира (1982).
- 1962
  - Рахат Алиев (ум. 2015), казахстанский политик, бизнесмен, дипломат.
  - Абдулманап Нурмагомедов (ум. 2020), советский и российский спортсмен (вольная борьба) и тренер, отец Хабиба Нурмагомедова.
- 1964 — Таисия Повалий, советская и украинская эстрадная певица.
- 1969 — Роб Блейк, канадский хоккеист, олимпийский чемпион (2002).
- 1971 — Павел Есенин, российский композитор, аранжировщик, певец, основатель и продюсер проектов «Orbita», «Shura», «Hi-Fi», «FM Project» и «АЙКИ».
- 1972 — Брайан Молко, вокалист, гитарист и автор песен британской рок-группы Placebo.
- 1977 — Андреа Хенкель, немецкая биатлонистка, двукратная олимпийская чемпионка, 8-кратная чемпионка мира.
- 1985 — Роман Червенка, чешский хоккеист, чемпион мира (2010), участник 4 Олимпийских игр.
- 1987 — Гонсало Игуаин, аргентинский футболист, серебряный призёр чемпионата мира (2014).
- 1988 — Вильфрид Бони, ивуарийский футболист.
- 1989 — Марион Марешаль-Ле Пен, французский политик.
- 1995 — Дистрия Красничи, косовская дзюдоистка, олимпийская чемпионка (2020).
- 1996 — Аяно Сато, японская конькобежка, олимпийская чемпионка 2018 года.

## Скончались
См. также: Категория:Умершие 10 декабря

### До XIX века
- 1198 — Ибн Рушд (в Европе известен как Аверроэс; р. 1126), арабский врач и философ.
- 1475 — Паоло Уччелло (р. 1397), итальянский живописец, один из создателей научной теории перспективы.
- 1552 — Паоло Джовио (р. 1483), итальянский гуманист, историк, биограф, географ, врач и коллекционер, епископ Ночерский.
- 1603 — Уильям Гильберт (р. 1544), английский физик, придворный врач королевы Елизаветы I.
- 1798 — Лауринас Стуока-Гуцявичюс (р. 1753), литовский архитектор.

### XIX век
- 1831 — Томас Иоганн Зеебек (р. 1770), немецкий физик.
- 1850 — Юзеф Бем (р. 1794), польский генерал, полководец.
- 1851 — Карл Дрез (р. 1785), немецкий изобретатель, в честь которого названа дрезина.
- 1864 — Генри Скулкрафт (р. 1793), американский исследователь, открывший истоки реки Миссисипи.
- 1865
  - князь Сергей Волконский (р. 1788), русский генерал, герой Отечественной войны 1812 г., декабрист.
  - Леопольд I (р. 1790), первый король Бельгии (1831—1865).
- 1882 — Павел Глазенап (р. 1847), русский инженер, автор ряда трудов по железнодорожной тематике.
- 1896 — Альфред Бернхард Нобель (р. 1833), шведский химик, инженер, изобретатель, предприниматель и филантроп, учредитель Нобелевской премии.

### XX век
- 1906 — Николай Гарин-Михайловский (р. 1852), русский инженер, писатель и путешественник.
- 1910 — Давид Гинцбург (р. 1857), востоковед, переводчик, автор первой в России «Еврейской энциклопедии».
- 1928 — Чарльз Ренни Макинтош (р. 1868), шотландский архитектор, дизайнер и иллюстратор.
- 1936 — Луиджи Пиранделло (р. 1867), итальянский писатель, лауреат Нобелевской премии по литературе (1934).
- 1950 — Семён Франк (р. 1877), русский философ и религиозный мыслитель.
- 1967 — погиб Отис Реддинг (р. 1941), американский соул-певец, автор песен, аранжировщик.
- 1968
  - Карл Барт (р. 1886), швейцарский теолог и писатель, один из основателей диалектической теологии.
  - Томас Мертон (р. 1915), американский католический писатель, богослов, проповедник, монах.
- 1972 — Семён Кирсанов (при рожд. Самуил Кортчик; р. 1906), советский поэт, прозаик, журналист, военный корреспондент.
- 1987 — Яша Хейфец (наст. имя Иосиф Хейфец; р. 1901), российский и американский скрипач.
- 1990 — Арманд Хаммер (р. 1898), американский промышленник, коллекционер произведений искусства.
- 1995 — Вадим Людвиковский (р. 1925), советский джазовый дирижёр, композитор, пианист.
- 1997
  - Анатолий Банишевский (р. 1946), азербайджанский советский футболист, тренер, капитан бакинского «Нефтчи», игрок сборной СССР.
  - Евгений Майоров (р. 1938), советский хоккеист, олимпийский чемпион (1964), двукратный чемпион мира, спортивный комментатор.
- 1999 — Франьо Туджман (р. 1922), президент Хорватии (1990—1999).

### XXI век
- 2004
  - Хорен Абрамян (р. 1930), советский и армянский актёр и режиссёр театра и кино, педагог, народный артист СССР.
  - Раднэр Муратов (р. 1928), актёр театра и кино, заслуженный артист РСФСР.
- 2005 — Ричард Прайор (р. 1940), американский актёр-комик, сценарист, продюсер.
- 2006 — Аугусто Пиночет (р. 1915), генерал, диктатор Чили с 1973 по 1990 г.
- 2007 — Григорий Климов (р. 1918), советский и американский писатель-перебежчик, журналист, публицист.
- 2016
  - Михаил Лобанов (р. 1925), русский советский писатель, литературовед, критик, общественный деятель.
  - Сергей Микаэлян (р. 1923), режиссёр театра и кино, сценарист, народный артист РСФСР.
- 2017 — Виктор Потапов (р. 1947), советский яхтсмен, двукратный чемпион мира.
- 2019 — Юрий Лужков (р. 1936), советский и российский политик и государственный деятель, 2-й мэр Москвы (1992—2010).

## Приметы
- Романов день. Роман Чудотворец.
- На Романа рыбы ложатся в свои зимовальные ямы, на дно.
- По тучам да по звездам гадают о будущей погоде.
- Если на заре лицом к северному ветру встать, то сметёт он с тебя все надсады, все тяготы.
- В это время у лосей отпадают старые рога, а в берлоге засыпает медведь[8][9].